# Ассоциация психиатрического восстановления «Новая жизнь»
Ассоциация психиатрического восстановления «Новая жизнь» (New Life Psychiatric Rehabilitation Association) — гонконгская некоммерческая организация социальной направленности, которая занимается образованием, трудоустройством и интеграцией в общество людей, прошедших курс лечения психических заболеваний, а также умственно отсталых. Наиболее известным социальным проектом ассоциации является магазин и одноимённый бренд различных товаров RWB 330.
Ассоциация спонсируется отчасти правительством Гонконга, отчасти грантами Hong Kong Jockey Club и Общественного фонда Гонконга. Также средства поступают от частных лиц, платных услуг и коммерческих проектов ассоциации. На средства Hong Kong Jockey Club был построен Институт психиатрического восстановления «Жокей-клуб Новая жизнь», который готовит врачей, социальных работников и волонтёров для реабилитации больных. 

## История
Ассоциация основана в 1959 году доктором Стелой Лиу и группой бывших психически больных как клуб взаимопомощи «Новая жизнь». В 1961 году была формально зарегистрирована властями, в 1965 году получила нынешнее название, а в 1968 году — статус компании. В 1969 году ассоциация присоединилась к Всемирной федерации психического здоровья и стала членом Совета социальных услуг, в 1970 году — членом Общественного фонда Гонконга. С 1994 года ассоциация активно развивала различные социальные предприятия, призванные обеспечить работой и дать образование людям, которые восстанавливают своё психическое здоровье. К 2015 году ассоциация управляла 35 сервисными отделениями и 20 социальными предприятиями, в которых ежегодно восстанавливалось около 12 тыс. человек.

## Задачи и проекты
Ассоциация помогает людям с психическими проблемами жильём, обучением, трудоустройством и досугом. Ассоциация имеет десятки офисов и проектов, в которых задействованы люди, имевшие проблемы с психикой. Под управлением ассоциации находятся 11 социальных гостиниц, шесть самофинансируемых общежитий и жилых домов по типу хостела, два общежития для умственно отсталых и два дома длительного пребывания со специальным уходом. Желающие работать обращаются в пять промышленных цехов и рабочих центров, на сельскохозяйственную ферму или в специальную службу занятости, которыми управляет ассоциация «Новая жизнь»
Также ассоциация имеет семь общественных центров, два центра обучения и досуга, центры здоровья, службу ухода за выздоравливающими и обширные контакты в сфере общественного образования.   
Крупнейшими проектами ассоциации являются:
- RWB 330, New Life Healthy Living Specialty, Organic Shops, Farmfresh330, New Life Gourmet (Shek Pai Wan) и New Life Convenience Stores (розничная торговля).
- New Life Restaurant, New Life Gourmet (Kowloon Tong), Teresa New Life Coffee Shop, Café 330 и Outside Catering Service (общественное питание).
- Ecotour330 (туризм), Cleansing Services, Property Management и Direct Marketing.